# Franco Califano
Franco Califano (Trípoli, 14 de septiembre de 1938 – Roma, 30 de marzo de 2013) fue un letrista, poeta, músico, cantante y actor italiano.

## Biografía
Nació en un avión por encima de Trípoli, mientras los padres, quienes vivían desde hacía algunos meses en la Libia italiana, estaban volviendo a Italia. Ambos eran procedentes de la región Campania: el padre Salvatore, quien servía en el Ejército Italiano, era de Pagani, mientras que la madre, Jolanda Ianniello, de Nocera Inferiore. Tras el estallido de la Segunda Guerra Mundial, la familia volvió a Nocera Inferiore. Franco estudió en un colegio católico de Amalfi. Después de la guerra, la familia se mudó a Roma, ciudad en cuyo dialecto Califano solía cantar, y donde vivió la mayor parte de su vida, junto a Milán.
En los años sesenta comenzó su carrera musical como letrista, siendo algunos de sus primeros éxitos "La musica è finita", "E la chiamano estate" y "Una ragione di più". En 1976 tuvo su principal éxito como cantante con el tema "Tutto il resto è noia", incluido en su cuarto álbum. Durante esos años también siguió su actividad de letrista, escribiendo, entre otras, "Un grande amore e niente più", con la que Peppino di Capri ganó el Festival de San Remo de 1973, y "Minuetto", cantada por Mia Martini; además escribió un entero álbum para Mina, Amanti di valore. En 1978, lanzó su disco más vendido, Tac. En 1988 participó en el Festival de San Remo con la canción autobiográfica "Io per le strade di quartiere"; volvió a este festival dos veces, en 1994 con "Napoli" y en 2005 con "Non escludo il ritorno".
También fue el autor de varios libros, como los autobiográficos Senza Manette e Il cuore nel sesso. Actuó en algunas películas, siendo el protagonista de la policíaca Gardenia y la comedia Due strani papà.

## Discografía
- 'N bastardo venuto dar sud (1972)
- Ma che piagni a ffa' (1973)
- L'evidenza dell'autunno  (1973)
- Io me 'mbriaco  (1975)
- Secondo me, l'amore...  (1975)
- 24-7-75 dalla Bussola, live at La Bussola in Viareggio (1975)
- Tutto il resto è noia (1976)
- Tac...! (1977)
- Bastardo l'autunno e l'amore (1977, colección)
- Ti perdo (1979)
- Tuo Califano  (1980)
- La mia libertà (1981)
- Ritratto di Franco Califano (1981, colección)
- Buio e Luna piena  (1982)
- In concerto dal Blue Moon di Ogliastro Marina (1982, en vivo)
- Io per amarti  (1983)
- Super Califfo (1983, colección)
- Impronte digitali  (1984)
- Ma cambierà  (1985)
- Il bello della vita  (1987)
- Io  (1988)
- Coppia dove vai  (1989)
- Califano  (1990)
- Se il teatro è pieno  (1991)
- In concerto dal Blue Moon di Ogliastro Marina 2 (1992, en vivo)
- Ma io vivo  (1994)
- Giovani uomini  (1995)
- Tu nell'intimità  (1999)
- Stasera canto io (2001, en vivo)
- Vive chi vive (2001, EP )
- Luci della notte  (2003)
- Non escludo il ritorno (2005, colección)